# Kevin McKenna (koszykarz)
Kevin Robert McKenna (ur. 8 stycznia 1959 w Saint Paul) – amerykański koszykarz, występujący na pozycji rzucającego obrońcy, mistrz NBA z 1982 roku, po zakończeniu kariery zawodniczej trener koszykarski.

## Osiągnięcia
NCAA
- Uczestnik turnieju NCAA (1978, 1981)
- Mistrz:
  - turnieju konferencji Missouri Valley (1978, 1981)
  - sezonu regularnego konferencji Missouri Valley (1978)
- Zaliczony do I składu konferencji Missouri Valley (MVC – 1980, 1981)

NBA
- Mistrz NBA (1982)[1]

Inne
- Mistrz CBA (1990)

Trenerskie
- Mistrz:
  - sezonu regularnego konferencji North Central (NCC – 2004, 2005)
  - turnieju konferencji NCC (2004)
- 2-krotny Trener Roku NCC (2004, 2005)